# Enrico Vroombout
Enrico Vroombout (13 januari 1972) is een Nederlandse schaker.

## Schaakcarrière
- Van 28 t/m 30 oktober 2005 won hij het Eijgenbroodtoernooi dat in Amsterdam verspeeld werd met 5.5 uit 6. Er waren 124 deelnemers.
- In januari 2010 won hij het 4e Pank Hoogendoornschaaktoernooi in Dordrecht.[1]
- Anno 2024 speelt Vroombout voor Caïssa Amsterdam in de Eerste Klasse KNSB. Voorheen kwam Vroombout uit voor De Stukkenjagers in Tilburg en het VAS.